# Bilbao Bizkaia Kutxa
Bilbao Bizkaia Kutxa (BBK) és una caixa d'estalvis basca, nascuda el 1990 de la fusió de la Caja de Ahorros Municipal de Bilbao i la Caja de Ahorros Provincial de Vizcaya. És propietària del banc BBK Bank CajaSur, antigament una caixa d'estalvis amb seu a Còrdova que va ser intervinguda pel Banc d'Espanya i adjudicada a la caixa bilbaina.
BBK manté una oferta a una altra caixa basca, Caja Vital Kutxa, per realitzar una fusió freda, que segons BBK és "una aproximació raonable, realista -pragmàtica- i compatible amb evolucions ulteriors".

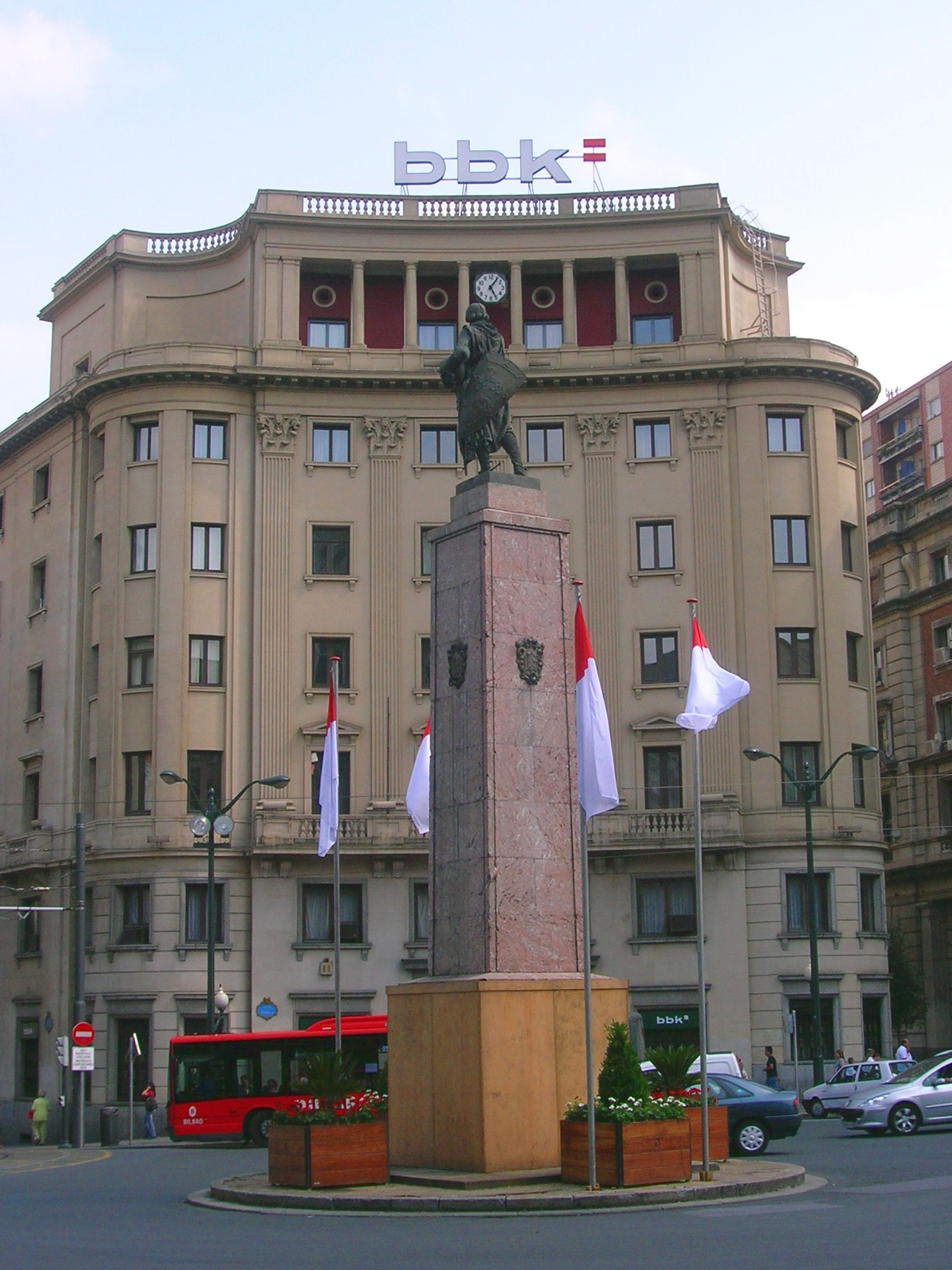
Edifici de la BBK a la Plaça Circular de Bilbao